# Sri-lankische Badmintonmeisterschaft 1988
Die Sri-lankische Badmintonmeisterschaft 1988 war die 36. Austragung der nationalen Titelkämpfe im Badminton in Sri Lanka.

## Sieger und Finalisten
| Disziplin    | Gold                                  | Silber                                  |
| ------------ | ------------------------------------- | --------------------------------------- |
| Herreneinzel | Udaya Weerakoon                       | Niroshan Wijekoon                       |
| Dameneinzel  | Sriyani Deepika                       | Kaushalya Dissanayake                   |
| Herrendoppel | Niroshan Wijekoon Udaya Weerakoon     | Vijitha de Silva Nihal Sendanayake      |
| Damendoppel  | Sriyani Deepika Kaushalya Dissanayake | Samanthi Rodrigo Ranjani Seneviratne    |
| Mixed        | Udaya Weerakoon Sriyani Deepika       | Niroshan Wijekoon Kaushalya Dissanayake |